# Лего Фильм: Ниндзяго
«Лего Фильм: ниндзяго» (англ. The Lego Ninjago Movie) —датско-американо-австралийский полнометражный компьютерный анимационный фильм, снятый режиссёрами Чарли Бином, Полом Фишером и Бобом Логаном по сценарию Логана Фишера, Уильяма и Тома Уилеров, Джареда Стерна и Джона Уиттингтона. Третий по счёту фильм в Кинематографической вселенной LEGO, второй спин-офф в серии и первый, основанный на оригинальной линейке LEGO. Главных персонажей озвучили Дэйв Франко, Джастин Теру, Майкл Пенья, Кумэйл Нанджиани, Эбби Джейкобсон, Зак Вудс, Фред Армисен, Оливия Манн и Джеки Чан.
В России фильм вышел в прокат 21 сентября 2017 года. В отличие от предыдущих двух фильмов Лего. Фильм и Лего Фильм: Бэтмен, «Лего Фильм: Ниндзяго» получил смешанные отзывы от критиков и едва покрыл расходы, собрав $123,1 млн в мировом прокате при бюджете в $70 млн.

## Сюжет
Фильм начинается с того, что мальчик входит в антикварный магазин мистера Лью, и хозяин магазина рассказывает ему увлекательную историю о вымышленной стране Ниндзяго. Действие истории разворачивается в центральном городе острова Ниндзяго, на который часто нападают лорд Гармадон, отец Ллойда Гармадона (Зелёного ниндзя) и муж Коко (матери Ллойда). Ллойд презираем городом за то, что является сыном Гармадона, но молодой человек старается не обращать на это внимание. Горожане не знают, что Ллойд является частью секретной команды ниндзя, состоящей из Нии, Зейна, Джея, Коула, Кая и их тренера по имени Мастер Ву, раз за разом останавливающих Гармадона от захвата города. Ллойду приходится жить тяжёлую, двойной жизнью: в облике обычного паренька его ненавидит каждый встречный (одноклассники даже записали кавер на известную песню с оскорбляющим Ллойда текстом), а в облике Зелёного ниндзя — он является любимцем и героем. В день рождения Ллойда Гармадон снова атакует город, но, проиграв, отступает на свой остров-вулкан и увольняет многих своих генералов за некомпетентность в разработке нового плана захвата Ниндзяго. Вскоре Гармадон снова нападает на город.
Тем временем Ллойд и его друзья встречают Учителя Ву, вернувшегося из своей долгой поездки. Мастер Ву говорит им, что они не настоящие ниндзя, если используют только роботов и машины. Он обсуждает с Ллойдом истинное предназначение Зелёного Ниндзя, но разговор лишь путает юношу. Ву говорит, что Ллойд не должен сердиться на Гармадона, а использовать свой ум для борьбы с ним. В беседе Ву упоминает Супер Оружие, и  Ллойду приходит идея окончательно победить темного лорда раз и навсегда с помощью этого оружия, несмотря на то, что использовать его запрещено.
На следующий день Гармадон атакует город. Он побеждает Ллойда и уничтожает его робота. Когда Гармадон объявляет городу, что он его полностью покорил, Ллойд возвращается с Супер Оружием. Он стреляет в противника, но оказывается, что это лишь лазерная указка, которая привлекает настоящую кошку по кличке Мяузилла. Последняя начинает  разрушать город, гоняясь за красной точкой лазера. Гармадон отбирает указку и управляет кошкой при помощи лазера, заставляя её уничтожить других роботов, принадлежащих ниндзя. Ллойд теряет веру в себя, раскрывает Гармадону свою истинную личность и уходит, произнося «Мне жаль что ты мой отец». Гармадон не находит, что ответить.
Ллойд встречается со своими друзьями и Учителем Ву, которые расстроены тем, что Ллойд использовал оружие. Ву говорит им, что они должны использовать Супер-Пупер Оружие, чтобы остановить Мяузиллу. Они смогут достать Супер-Пупер Оружие, если пересекут Лес Опасностей, Каньон Смерти и Храм Хрупких Фонтов. Гармадон подслушивает, как Ву говорит об оружии и следует за ним. Он встречается с Ву и борется с ним, но оказывается в клетке. Однако Ву теряет равновесие и падает с моста в реку, успевая сказать Ллойду, что он должен использовать внутреннюю силу, для того, чтобы добыть Супер-Пупер Оружие.
Ниндзя продолжают путь с Гармадоном, что разочаровало Ллойда. Внезапно, их атакуют бывшие генералы Гармадона, жаждущие мести. Ниндзя сражаются, но проигрывают; они отступают, а Ллойд и Гармадон пойманы генералами. Они собираются сбросить Ллойда и Гармадона в вулкан. Тем не менее, остальные ниндзя спасают их. Ниндзя и Гармадон вместе строят импровизированный вертолёт и спасаются.
В итоге они попали в Храм Хрупких Фонтов, который оказывается домом Гармадона и его жены, Леди Стального Дракона, матери Ллойда. Гармадон хочет, чтобы Ллойд остался с ним и матерью, и они покорят Ниндзяго, но Ллойд отказывается, потому что не может предать друзей. Ниндзя находят Супер-Пупер оружие, состоящее из набора безделушек. Гармадон, который все ещё хочет захватить город, крадёт их. Из ярости, что Ллойд отказывается к нему присоединиться, Гармадон запирает всех в храме, когда он начинает рушиться. Ллойд понимает, что он и команда должны использовать свои силы стихий, которые и являются их внутренней силой. Они успешно это делают и убегают из разрушающегося храма. Ву подбирает их на свой Летучий Корабль, и они направляются в Ниндзяго.
Гармадон прибывает в город и пытается одолеть кошку с помощью Супер-Пупер оружия, но животное съедает Гармадона. Команда ниндзя попадает в город и сражается с армией Гармадона. Когда Ллойд приближается к кошке, он открывает всем, что он Зелёный Ниндзя, и понимает, что зелёный — означает жизнь, которая объединяет все. Он успокаивает кота и говорит Гармадону, что прощает его. Гармадон плачет огненными слезами, из-за чего Мяузилла выплёвывает его. После Гармадон возвращается к родной семье — Ллойду и Коко, Мяузилла становится талисманом Ниндзяго, а Ллойда называют героем.
По завершении истории господин Лью говорит мальчику, что он будет обучать его приёмам ниндзя.

## Роли озвучивали
| Актёр            | Роль                           |
| ---------------- | ------------------------------ |
| Джеки Чан        | Сэнсэй Ву / Мистер Лью         |
| Дэйв Франко      | Ллойд Гармадон, Зелёный Ниндзя |
| Майкл Пенья      | Кай, Ниндзя Огня               |
| Кумэйл Нанджиани | Джей, Ниндзя Молнии            |
| Фред Армисен     | Коул, Ниндзя Земли             |
| Зак Вудс         | Зейн, Ниндзя Льда              |
| Эбби Джейкобсон  | Ния, Ниндзя Воды               |
| Джастин Теру     | Лорд Гармадон                  |
| Оливия Манн      | Коко / Леди Стальной Дракон    |
| Рэндалл Парк     | Чен                            |
| Ретта            | Мэгги                          |
| Констанс Ву      | мэр Ниндзяго-сити              |
| Шарлин И         | Терри                          |
| Ванара Тейнг     | Асимов                         |
| Крис Хардвик     | ди-джей                        |
| Робин Робертс    | в роли самой себя              |
| Майкл Стрейхэн   | в роли самого себя             |
| Дэвид Берроуз    | Розовый ниндзя                 |
| Алекс Кауффман   | компьютер                      |
| Эли Вонг         | генерал Оливия                 |
| Тодд Хансен      | генерал Омар                   |
| Даг Николас      | генерал Медуза                 |
| Бобби Ли         | владелец студии пилатеса       |
| Лаура Кайтлингер | миссис Лаудита                 |

## Производство
17 сентября 2013 года студия Warner Bros. объявила о начале работы над полнометражным фильмом на основе линейки игрушек и анимационного сериала «Ниндзяго. Мастера Кружитцу». Братья Хейгмены, писавшие сценарий к оригинальному сериалу и участвовавшие в разработке сюжета «Лего. Фильма», должны были написать сюжет адаптации. Чарли Бин был назначен режиссёром, Дэн Лин, Рой Ли, Фил Лорд и Кристофер Миллер вернулись в качестве продюсеров. 27 июня 2016 года стало известно, что к актёрскому составу присоединились Дэйв Франко, Майкл Пенья, Кумэйл Нанджиани, Зак Вудс, Фред Армисен, Джеки Чан и Эбби Джейкобсон, а также Джастин Теру в роли лорда Гармадона и Оливия Манн в роли Коко.

### Съёмочный процесс
Для того, чтобы конфликт «отцов и детей» в фильме выглядел наиболее достоверно, Дэйв Франко и Джастин Теру записывали большую часть диалогов между своими персонажами, находясь в одной и той же студии звукозаписи. В процессе записи некоторых реплик Франко начинал плакать. Франко сказал: «Я обнаружил, что некоторые моменты в этом мультфильме пробивают меня на слезу сильнее, чем в любом другом фильме, в котором я снимался раньше».
Джеки Чан участвовал в постановке трюков и боевых приёмов в реальной жизни, позже они были воссозданы в фильме.